# Clemens Krauss
Clemens Heinrich Krauss (født 31. marts 1893, død 16. maj 1954) var en østrigsk dirigent og operaimpressario, der især forbindes med musik af Richard Strauss.